# NGC 4645
NGC 4645 (други обозначения – ESO 322 – 66, MCG -7-26-37, DCL 168, PGC 42879) е елиптична галактика (E) в съзвездието Кентавър.
Обектът присъства в оригиналната редакция на „Нов общ каталог“.